# Trofeo Laigueglia 2001
Il Trofeo Laigueglia 2001, trentottesima edizione della corsa, si svolse il 20 febbraio 2001, su un percorso di 172,6 km. La vittoria fu appannaggio dell'italiano Mirko Celestino, che completò il percorso in 4h16'07", precedendo i connazionali Daniele Nardello e Davide Rebellin.
I corridori che presero il via da Laigueglia furono 192, mentre coloro che portarono a termine il percorso sul medesimo traguardo furono 98.

## Ordine d'arrivo (Top 10)
| Pos. | Corridore           | Squadra                      | Tempo    |
| ---- | ------------------- | ---------------------------- | -------- |
| 1    | Mirko Celestino     | Saeco                        | 4h16'07" |
| 2    | Daniele Nardello    | Mapei-Quick Step             | s.t.     |
| 3    | Davide Rebellin     | Liquigas-Pata                | s.t.     |
| 4    | Roberto Petito      | Fassa Bortolo                | s.t.     |
| 5    | Axel Merckx         | Domo-Farm Frites             | s.t.     |
| 6    | Denis Lunghi        | Team Colpack-Astro           | s.t.     |
| 7    | Nicolaj Bo Larsen   | CSC-WorldOnline              | a 25"    |
| 8    | Gianluca Bortolami  | Tacconi Sport-Vini Caldirola | s.t.     |
| 9    | Raimondas Rumšas    | Fassa Bortolo                | s.t.     |
| 10   | Sébastien Demarbaix | AG2R Prévoyance              | s.t.     |